# Globularia indubia
Globularia indubia là một loài thực vật có hoa trong họ Mã đề. Loài này được (Svent.) G.Kunkel mô tả khoa học đầu tiên năm 1970.